# Kristine Quance
Kristine Quance (Estados Unidos, 1 de abril de 1975) es una nadadora estadounidense retirada especializada en pruebas de estilo braza, donde consiguió ser subcampeona mundial en 1994 en los 4 x 100 metros estilos.

## Carrera deportiva
En el Campeonato Mundial de Natación de 1994 celebrado en Roma (Italia), ganó la medalla de plata en los relevos de 4 x 100 metros estilo braza, con un tiempo de 4:06.53 segundos, tras China (oro con 4:01.67 segundos que fue récord del mundo) y por delante de Rusia (bronce con 4:06.70 segundos); y también ganó la medalla de bronce en los 400 metros estilos.